# Milechowy
Milechowy – przysiółek wsi Bolmin w Polsce, położony w województwie świętokrzyskim, w powiecie kieleckim, w gminie Chęciny.
W latach 1975–1998 przysiółek administracyjnie należał do województwa kieleckiego.
W Milechowach znajduje się zespół trzech drewnianych domów mieszkalnych tzw. „Kolonia Wierna Rzeka”, z lat 1933–1938, wpisany do rejestru zabytków nieruchomych (nr rej.: A.266 z 8.11.1985).